# Ayumi Tanimoto
Ayumi Tanimoto 谷本 歩実 (Tanimoto Ayumi?) (Anjō, 4 agosto 1981) è una judoka giapponese, vincitrice della medaglia d'oro nella categoria 63 kg ad Atene 2004 e a Pechino 2008.

## Palmarès
- Giochi olimpici

Atene 2004: oro nei 63 kg.
Pechino 2008: oro nei 63 kg.
- Campionati mondiali di judo

2001 - Monaco di Baviera: bronzo nei 63 kg.
2005 - Il Cairo: argento nei 63 kg.
2007 - Rio de Janeiro: oro nei 63 kg
- Giochi asiatici

2002 - Pusan: oro nei 63 kg.
2006 - Doha: bronzo nei 63 kg.
- Campionati asiatici di judo

2001 - Ulan Bator: oro nei 63 kg.
2004 - Almaty: oro nei 63 kg.